# Mimomyia chamberlaini
Mimomyia chamberlaini är en tvåvingeart som beskrevs av Frank Ludlow 1904. Mimomyia chamberlaini ingår i släktet Mimomyia och familjen stickmyggor. Inga underarter finns listade i Catalogue of Life.